# Lagunas de Zempoala nationalpark
Lagunas de Zempoala nationalpark är en nationalpark i Mexiko.   Den ligger i delstaten Mexiko, i den sydöstra delen av landet, 50 km söder om huvudstaden Mexico City. Lagunas de Zempoala nationalpark ligger 3 043 meter över havet. Arean är 4,8 kvadratkilometer.